# Municipio de Lafayette (condado de Clinton)
El municipio de Lafayette (en inglés: Lafayette Township) es un municipio ubicado en el condado de Clinton en el estado estadounidense de Misuri. En el año 2010 tenía una población de 658 habitantes y una densidad poblacional de 5,12 personas por km².

## Geografía
El municipio de Lafayette se encuentra ubicado en las coordenadas 39°41′46″N 94°32′14″O / 39.69611, -94.53722. Según la Oficina del Censo de los Estados Unidos, el municipio tiene una superficie total de 128.46 km², de la cual 128,39 km² corresponden a tierra firme y (0,06 %) 0,08 km² es agua.

## Demografía
Según el censo de 2010, había 658 personas residiendo en el municipio de Lafayette. La densidad de población era de 5,12 hab./km². De los 658 habitantes, el municipio de Lafayette estaba compuesto por el 96,81 % blancos, el 0,91 % eran afroamericanos, el 0,3 % eran amerindios, el 0,3 % eran asiáticos, el 0,61 % eran de otras razas y el 1,06 % eran de una mezcla de razas. Del total de la población el 1,52 % eran hispanos o latinos de cualquier raza.